# Arthur Conan Doyle
Arthur Ignatius Conan Doyle, född 22 maj 1859 i Edinburgh, död 7 juli 1930 i Crowborough i East Sussex, var en skotsk läkare och författare, mest känd för sina böcker om mästerdetektiven Sherlock Holmes och doktor Watson. Doyle var brorson till illustratören Richard Doyle. Namnet Conan är egentligen ett förnamn men Doyle använde det som en del av efternamnet under nästan hela sitt författarskap. Han placeras i uppslagsverk därför ofta under bokstaven "C".
Totalt skrev Doyle 56 noveller och fyra romaner om Sherlock Holmes och doktor Watson. Utöver böckerna om detektiven på Baker Street har Doyle även skrivit ett flertal andra verk. Dessa är relativt okända, möjligen med undantag av En försvunnen värld som även gjorts som TV-serie vid flera tillfällen.
Doyle var utbildad läkare, men försörjde sig som författare. När den första Sherlock Holmes-novellen publicerades i nystartade tidskriften The Strand Magazine, ökade hans läsarskara enormt. Vissa trodde att huvudpersonen fanns på riktigt. Andra antog att Conan Doyle var en lika skicklig detektiv och vände sig till honom med svårlösta kriminalfall. Några av dessa gåtor lyckades Doyle faktiskt lösa, och han blev hyllad för sin genialitet. Efter första världskriget, då flera familjemedlemmar dött, vände han sig till spiritismen, för att försöka få kontakt med sina närstående.

## Biografi
Arthur Conan Doyle föddes 1859 i Edinburgh som son till irländskättade föräldrar som emigrerat till Skottland. Hans far, Charles Altamont Doyle och hans mor Mary Foley gifte sig 1855. Han skickades till jesuitiska skolan Stonyhurst vid nio års ålder och då han lämnade skolan 1875 hade han förkastat kristendomen och kallade sig själv agnostiker. Mellan 1876 och 1881 studerade han medicin vid Edinburgh University, med bland annat en praktikperiod i Aston (idag ett distrikt i Birmingham). Han gjorde ett studieuppehåll våren och sommaren 1880 och var då skeppsläkare på valfångaren Hope. Om detta kan man läsa i en faksimilutgåva av hans dagbok, Dangerous Work, Diary of an Arctic Adventure. Efter sin tid vid universitetet tjänstgjorde han som skeppsläkare på en seglats till Västafrikas kust. 1882 grundade han en praktik i Southsea. Han doktorerade 1885. Inledningsvis var hans praktik inte särskilt framgångsrik och under de sysslolösa timmarna började han skriva.

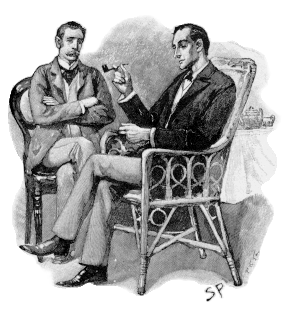
Sherlock Holmes (till höger) och Doktor Watson, av Sidney Paget.

Hans första litterära verk hade publicerats i Chamber's Edinburgh Journal innan han fyllt 20 år. Under 1880-talet fortsatte han att skriva noveller för olika familjetidskrifter, oftast anonymt publicerade. Hans första betydande verk var En studie i rött som publicerades i Beeton's Christmas Annual 1887. Verket var det första där Sherlock Holmes förekom, en karaktär som inspirerats av Doyles tidigare universitetsprofessor Joseph Bell. Bland de litterära förebilderna torde Edgar Allan Poes karaktär Auguste Dupin och Émile Gaboriaus karaktär Monsieur Lecoq ha funnits. Robert Louis Stevenson nämnde i ett brev till Conan Doyle romanfiguren Holmes med orden: "Kan detta vara min gamla vän Joe Bell?" Innan Doyle beslutat sig för romanfigurernas namn övervägde han "Sherrinford Holmes" istället för Sherlock Holmes respektive "Ormond Sacker" istället för "Dr John H Watson".
År 1885 gifte Doyle sig med Louisa "Touie" Hawkins, som hösten 1893 drabbades av tuberkulos och avled av sjukdomen 1906. Följande år gifte han sig med Jean Leckie. Henne hade Doyle träffat redan 1897 och varit platoniskt förälskad i sedan dess. Doyle fick fem barn – två med sin första fru (Mary och Kingsley) och tre med sin andra (Jean, Denis och Adrian).
År 1891 studerade Doyle till ögonläkare i Wien och senare samma år öppnade han en oftalmologisk praktik i London. Det var dock svårt för honom att hinna med författandet, så redan efter någon månad bestämde han sig för att arbeta på heltid som författare. I samma veva publicerades den första Sherlock Holmes-novellen och Doyle blev snabbt en av Storbritanniens mest kända författare. Efter de sex första novellerna om Holmes skrev Doyle till sin mor att han funderade på att ta död på Holmes och begrava honom en gång för alla, eftersom Holmes tog upp för mycket tid. Efter moderns protest lät Doyle detektiven leva vidare. År 1893 lät han dock till slut romanfiguren dö i en kamp mot ärkefienden professor Moriarty för att få mer tid åt sina mer viktiga verk – sina historiska arbeten. De båda gestalterna fick störta ner i en ravin i novellen Det sista problemet. Tilltaget möttes av ett allmänt ramaskri, men Conan Doyle stod emot i många år innan han 1903 till slut väckte Holmes till liv igen i novellen Det tomma huset där Holmes presumtiva död också förklarades med att endast Moriarty störtat nedför klippan och att Holmes spelat död under några år för att lura sina fiender. Redan 1901-02 hade Conan Doyle dock publicerat romanen Baskervilles hund som följetong i The Strand Magazine – den romanen utspelar sig före incidenten vid Reichenbachfallet. Utöver de sextio Holmes-berättelserna som skrevs av Conan Doyle har Sherlock Holmes även förekommit i åtskilliga böcker skrivna av andra författare sedan dess.
Doyle deltog som frivillig läkare i Boerkriget kring 1900. Världen förfärades över britternas krig men Doyle skrev den korta pamfletten The War in South Africa: Its Cause and Conduct, där britternas roll i kriget försvarades. Enligt Doyle var det denna försvarsskrift som gjorde att han adlades 1902. Han skrev också ett längre verk om kriget: Det stora boerkriget från 1900. Doyle ställde flera gånger upp i olika val som liberal kandidat, men utan att få en plats i parlamentet.
Doyle var involverad i kampanjen som journalisten E.D. Morel och diplomaten Roger Casement drev för att reformera Kongostaten. Doyle skrev The Crime of the Congo (1909) där han redogjorde för terrorn i Kongo. Han blev bekant med Morel och Casement och lät dem bli förebilder till rollgestalterna i En försvunnen värld 1912. I samband med första världskriget bröt han med dem båda; med Morel för att han engagerade sig i den pacifistiska rörelsen som arbetade mot kriget och med Casement eftersom han förrådde England på grund av sin irländska nationalism. Han försökte dock rädda Casement från dödsdomen genom att hävda att denne blivit galen och inte kunde göras ansvarig för sina handlingar.
Doyle engagerade sig i flera rättsfall. År 1906 studerade han fallet med George Edalji, en brittisk-indisk advokat som dömts för hot och djurplågeri. Doyle konstaterade att polisen på förhand varit övertygad om Edaljis skuld och inte ens ändrat uppfattning då brotten fortsatte efter att advokaten häktats. Edalji inte bara frikändes, fallet ledde också till att Court of Criminal Appeal inrättades som instans för att rätta till rättsliga misstag. Författaren Julian Barnes har skrivit en roman, Arthur & George (2005), om fallet.
I ett annat fall engagerade sig Doyle i fallet med Oscar Slater, en tysk jude som drev en spelhåla och dömts för att ha slagit ned en 82-årig kvinna 1908. Doyle fascinerades av konstigheter i domen och känslan att Slater blivit falskeligen anklagad. Även denne frigavs senare, delvis genom Conan Doyles försorg.
I slutet av sitt liv började Doyle engagera sig i spiritismen och skrev ett flertal böcker i ämnet. Han skrev även The Coming of the Fairies 1921 och var fullständigt övertygad om äktheten i Cottingley Fairies-fotografierna, som han återgav i sin bok, och att feer och andeväsen existerade. Detta engagemang gjorde bland annat att hans verk, som kategoriserades som ockultism, förbjöds i Sovjetunionen 1929, även om den domen upphävdes strax efteråt.
Doyle var under en tid vän med trollkonstnären Harry Houdini. Denne försökte övertyga Doyle om att ockultisternas och spiritualisterna seanser och medier bara var trollkonster – som Houdini gjorde allt för att avslöja – men Doyle blev istället övertygad om att Houdini besatt övernaturliga krafter, en syn som Doyle gav uttryck för i På tröskeln till det okända. De två skiljdes offentligt som bittra fiender.
Enligt den amerikanske vetenskapshistorikern Richard Milner var Doyle upphovsman till "Piltdown-mannen" 1912, det falska hominid-fynd som lurade vetenskapen i över 40 år. Enligt Milner ville Doyle hämnas på vetenskapsvärlden som avfärdat en av hans favoritfysiker. Milner säger sig också se flera dolda ledtrådar i Doyles En försvunnen värld.
Arthur Conan Doyle ligger begravd i Church Yard, Minstead i New Forest, Hampshire. Han står staty i Crowborough, och på flera andra håll i världen finns statyer föreställande Sherlock Holmes.

## Utmärkelser
Asteroiden 7016 Conandoyle är uppkallad efter honom.